# Karl Steinorth
Karl Otto Steinorth, eigentlich Jacob-Steinorth (* 22. Februar 1931 in Berlin; † 10. Februar 2000 in Neuwied) war ein deutscher Jurist, Photograph und Kulturmanager.

## Elternhaus und Ausbildung
Karl Otto Jacob-Steinorth wurde 1931 als jüngeres von zwei Kindern des Ingenieurs Dr. Arthur Jacob-Steinorth (1886–1958) und dessen Ehefrau Isa in Berlin geboren. Der Vater war 1943–45 erst an der TH Dresden sowie dann 1949-1951 an der Humboldt-Universität Professor. Karl Ottos ältere Schwester Ursula (1921–2013) wurde Ärztin und war verheiratet mit dem Sohn des Dürener Kinobetreibers Jean Godefroid, Dipl.-Kfm. Dr. Hans A. Godefroid (1917–2004), mit welchem sie drei Kinder hatte, darunter den späteren HWR-Professor Peter Godefroid.
Steinorth studierte seit 1949 Jura in Berlin, Freiburg sowie Köln und promovierte 1954 zum Dr. jur., gefolgt von einem Master of Laws Abschluss 1955 an der Cornell Law School. 1960 absolvierte er die zweite juristische Staatsprüfung und war daraufhin in Berkeley wissenschaftlicher Mitarbeiter an der University of California mit Fokus internationales Wirtschaftsrecht. Ein weiterer Forschungsaufenthalt brachte ihn nach Boston. 1963 kehrte er nach Deutschland zurück, ans Institut für internationales und ausländisches Privatrecht der Universität zu Köln, 1966 wurde er zum Honorarprofessor ernannt. Er war verheiratet mit der Assistentin von Hermann Jahrreiß, mit der er eine Tochter hatte, die ebenfalls Juristin wurde.

## Tätigkeit für die Kodak AG
Ab 1963 arbeitete Steinorth bei der seit 1931 in Stuttgart-Wangen ansässigen Kodak AG – dem seit 1896 bestehenden Ableger der Eastman Kodak Company – als Leiter der Rechtsabteilung. In Folge übernahm er außerdem die Verantwortung für die Presse- und Marketingarbeit in der Abteilung „Recht und Öffentlichkeit“. 1970 erfolgte der Aufstieg zum Mitglied der Geschäftsleitung in Stuttgart und später sogar zum Aufsichtsratsmitglied der Kodak GmbH in Wien. Nach der Wiedervereinigung erhielt Kodak unter seiner rechtlichen Betreuung die seit 1945 unter Treuhandverwaltung stehende Berliner Fabrik der Fotochemischen Werke GmbH zurück.
Einen Schwerpunkt in seiner Öffentlichkeitsarbeit legte Steinorth auf Ausstellungen zur Geschichte der Photographie, zur Werbefotographie und Photopädagogik, etwa im Rahmen der seit 1950 stattfindenden Photomesse als „Internationales Kodak-Kulturprogramm zur Photokina“. Ebenfalls bemühte er sich um die Präsenz von Kodak auf den französischen Rencontres d’Arles. Neben der Ausstellungsorganisation trat er als Übersetzer von Fachliteratur sowie Autor von häufig zitierten Zeitschriftenartikeln in Erscheinung. Dergleichen sorgte er für die Stiftung des Internationalen Kodak Fotokalender-preises sowie des Vorgängers des Deutschen Kamerapreises und des z. B. an den Architektur-Fotografen Wilfried Täubner und den Fotokünstlern Harald Mante & Josef H. Neumann für ihren PHOTOGRAPHIE Titel Filme kreativ nutzen im Jahre 1988 vergebenen Kodak-Fotobuchpreises.

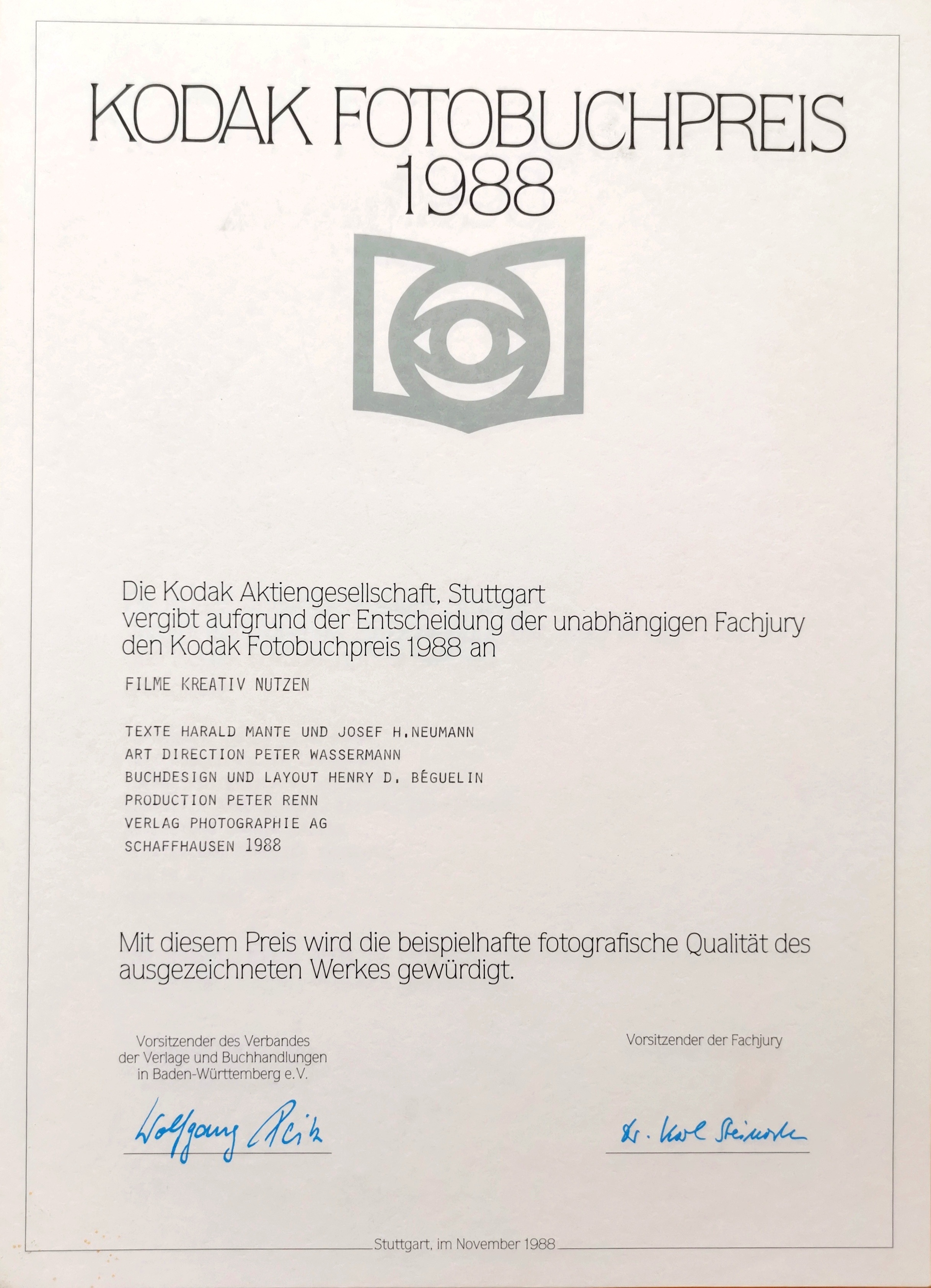
KODAK Fotobuchpreis 1988 PHOTOGRAPHIE *Filme kreativ nutzen*

## Sonstiges Wirken
Auch außerhalb des Unternehmens trat Steinorth für die Photographie ein. Er gehörte zu den Mitgliedern der Deutschen Gesellschaft für Photographie e. V. (DGPh), wo er später in den Vorstand gewählt wurde und 1996 bis 2000 Präsident war. Nebenbei war er Ehrenmitglied des
Berufsverbandes Freie Fotografen und Filmgestalter e. V. (BFF) und hatte weitere Mitgliedschaften (auch international) inne, wie etwa beim Verband deutscher Amateurphotographen-Vereine.
Karl Steinorth legte eine themenorientierte Privatbibliothek an, die er zum Teil der Kunst- und Museumsbibliothek der Stadt Köln übertrug. Weiterhin wurden viele Fachzeitschriften aus seinem Nachlass erworben und haben Einzug erhalten in die Karl-Steinorth-Bibliothek der Kunstbibliothek der Staatlichen Museen zu Berlin.

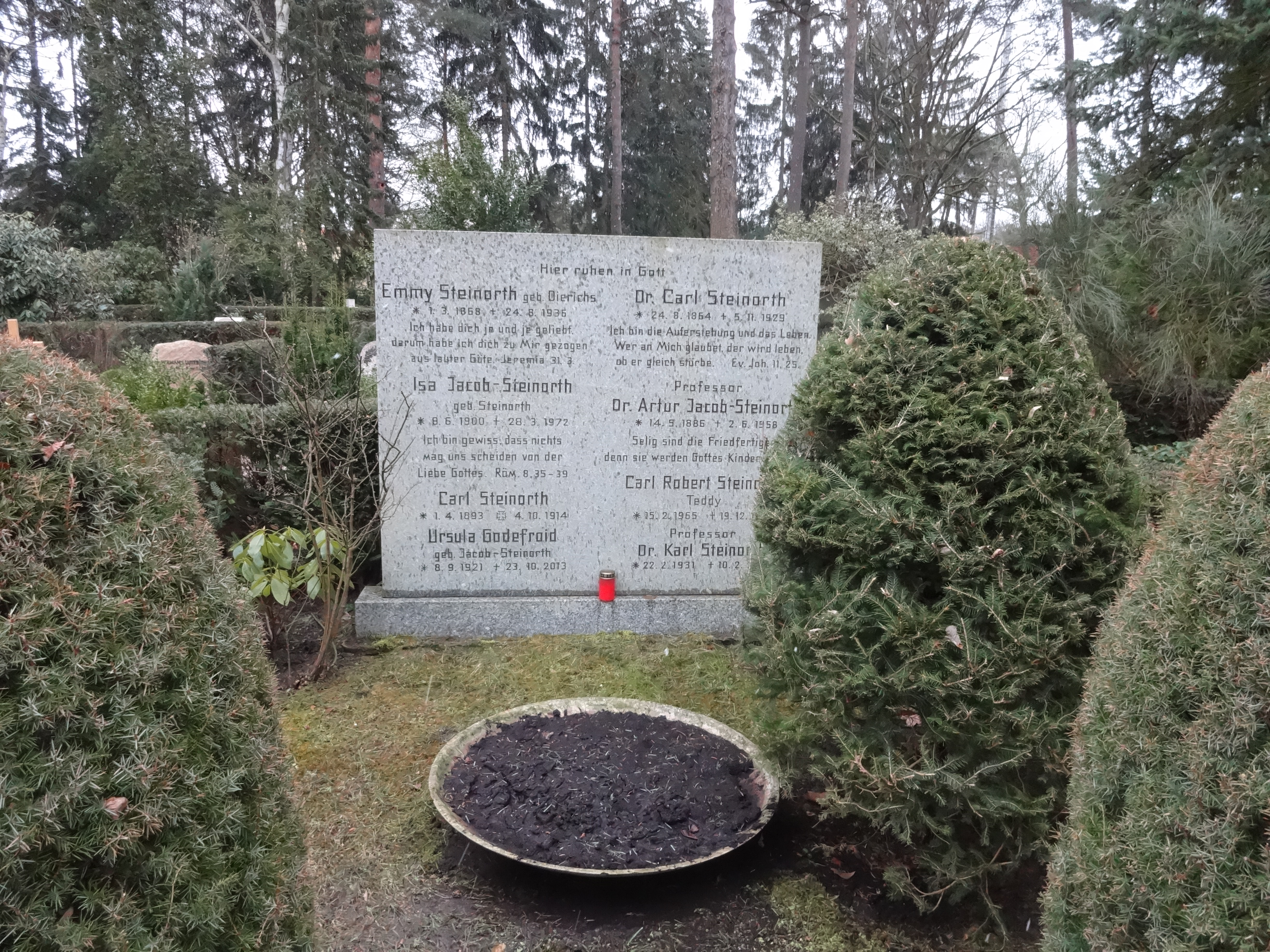
Familiengrab Jacob-Steinorth Berlin

Seit 1996 zog sich Steinorth beruflich schrittweise in den Ruhestand zurück und starb im Februar 2000 während einer Bahnfahrt nahe Neuwied; beigesetzt wurde er im Familiengrab in Berlin-Nikolassee.

## Werke (Auswahl)
- Bilderberg 20 Fotografen und ihre Reportagen (1989)
- Foto-Design als Auftrag: eine Ausstellung des Bundes Freischaffender Foto-Designer Deutschland (1982)
- Internationale Ausstellung des Deutschen Werkbundes Film und Foto in Stuttgart 1929 (1979)
- Photographen der 20er Jahre (1987)
- mit T. Buchsteiner: Andy Warhol, Social disease, photographs 76-79, Ausstellung 26.8. – 11.10.1992, Württembergischer Kunstverein Stuttgart (1992)
- mit T. Buchsteiner:  Gordon Parks, 40 Jahre Photographie (1989)
- Fotografie & Futurismus: die „neue Fotografie“ in Italien 1911-1939; eine Kodak-Ausstellung (1983).
- Foto-Design als Auftrag: eine Ausstellung des Bundes Freischaffender Foto-Designer (1984)
- mit C. Ford: Ferenc Berko - 60 Jahre Fotografie (1991)
- Foto-Geschichte(n) aus dem ersten Jahrhundert der Fotografie (1990)
- 50 Fotobücher ausgewählt von Karl Steinorth für Color Foto (1997)
- Steinorth's Fotobuchnotizen: Mit Steinorth's Kalender und Steinorth's Fundsachen, aus: Color Extrablatt (1985)
- mit F. Meisnitzer und M. Glemser, Carousel Vision: 13 x [mal] Ergebnisse, Fakten und Daten (1968)
- Wanderungen durch Deutschland. Die Gebrüder Hofmeister (1993)
- Das Porträt einer Dekade - Amerikas bittere Jahre im Bild der FSA-Fotografen (1978)